# АРЦТ-154
АРЦТ-154 (енг. VBC-COV19-154) у Вијетнаму, је кандидат за вакцину против ковида 19 коју је развила америчка биотехнолошка компанија за РНК лекове Arcturus Therapeutics, чија је главна област истраживање, откривање, развој и комерцијализација терапија за ретке и заразне болести.   За свој развој ове вакцине, Arcturus Therapeutics је сарађивао са Vingroup Joint Stock Company, вијетнамском компанијом, за подршку клиничким испитивањима и производњу лекова и вакцина.
Резултати  тестирања који су спроведени у фазама I, II и III у САД и Сингапуру, а завршени 24. новембра 2021. године су позитивни, са  задовољавајућом стопе сероконверзије и задовољавајућом безбедности и подношљивости, тако да би у првој половини 2022. године вакцина засновану на мРНА технологији, могла дабуде примењена за превенцију пандемије ковида 19 у Вијетнаму. До сада, ово је једна од три вакцине које је Вијетнам истражио, развио и пренео која је прошла кроз клиничка испитивања у фазама II и IIIа.

## Медицинскa употребa
Вакцина захтева две дозе, а друга се примењује 28 дана након прве инјекције. По свом дејству  АРЦТ-154  је мРНА вакцина која је само појачана.
Прелиминарни подаци из текуће клиничке бустер студије АРЦТ-154 показују 50-струко повећање геометријске средње концентрације неутрализујућих антитела против САРС-КоВ-2 коришћењем валидираног теста микронеутрализације псеудовируса.

## Производња
Кандидат за вакцину се може направити у облику лиофилизованог праха, што је омогућава оовом производу да се отпреми и чува на температури између 2 до 8 °C.
У августу 2021. године, Arcturus Therapeutics је ушао у партнерство са Vingroup Joint Stock Company, и њеном  организационом јединицом Vinbiocare за спровођење клиничких испитивања вакцине АРЦТ-154 против ковида 19, користећи већ развијену, од стране  Arcturus Therapeutics,  STARR mRNA технологију. У Вијетнаму је у складу са договореним партнерством основан производни погон  у  научном парку Hòa Lạc Hi-tech Park, високе технологије у Ханоју, који је уз  процењену инвестицију од 200 милиона долара и расположиве капацитете у стању да произведе 200 милиона доза вакцине годишње. Очекује се да ће Vingroup Joint Stock Company произвести прве серије вакцине почетком 2022. године.
Arcturus Therapeutics је дала сагласност да Vingroup Joint Stock Company омогући приступ „власничким технологијама и процесима за производњу“ својих вакцина, као и ексклузивну лиценцу за њихову производњу искључиво за продају и употребу у Вијетнаму.   Ово сагласност укључује и друге  вакцине против ковида19, као што је нпр. АРЦТ-021, али  и за све друге вакцине у будућности, за превенцију заразних болести у Вијетнаму.  У складу са овим договором Vingroup Joint Stock Company  је у обавези да унапред платити 40 милиона долара, и буде одговоран за трошкове трансфера технологије и „плаћање супстанце мРНА лека које ће испоручити Arcturus Therapeutics и хонораре за вакцине произведене у њиховом објекту“.

## Клиничка испитивања
Претклиничка истраживања су показала да вакцина изазива неутрализирајућа антитела код нељудских примата против забрињавајућих варијанти ковида19, укључујући САРС-КоВ-2 (Алфа варијанту, Бета варијанту, Делта варијанту и Гама варијанту).

### У Сингапуру
Arcturus Therapeutics  је 3. августа потврдио да је компанија добила одобрење за клиничко испитивање АРЦТ-154 и друге вакцине под називом АРЦТ-165 у Сингапуру. Клиничко испитивање фазе два и три ће проценити вакцине као примарне серије за вакцинацију и појачање дејства након прве дозе са Фајзер-Бајонтек вакцинe против ковида 19. Студија се делимично финансира грантом владе Сингапура.

### У Вијетнаму
Клиничка испитивања вакцине у Вијетнаму су у потпуности спонзорисана и финансирана од стране подруђнице Vingroup Joint Stock Company.
Vingroup Joint Stock Company је 2. августа добио регулаторно одобрење за почетак клиничког испитивања свог кандидата за вакцину против ковида 19 у Вијетнаму. Компанија ће координирати активности са Министарством здравља са циљем да спроведе клиничка испитивања фазе I-III вакцине VBC-COV19-154 на 21.000 одраслих особа у три фазе у августу 2021. године.
Фаза I клиничког испитивања ће регрутовати 100 добровољаца да процене безбедност, подношљивост и почетну процену имуногености вакцине.
У другу фазу клиничког испитивања укључено је 300 добровољаца у одређеним медицинским установама у више провинција, док се очекује да ће трећа фаза испитивања на људима укључити 20.600 добровољаца, укључујући фазу 3а (600 добровољаца) и IIIб (20.000 добровољаца). Они који примају плацебо добиће активну вакцину након 6 месеци, док ће сви учесници бити праћени  годину дана.
У децембру 2021. компанија је планира да заврши испитивање и преда процедуре Министарству здравља, аплицирајући за хитно одобрење у Вијетнаму.

#### Клиничка испитивања по фазама
АРЦТ-154 је трећа вакцина против ковида 19 у Вијетнаму која је клинички тестирана на људима. Ово је вакцина развијена на мРНА технологији, слична вакцинама компаније Фајзер и Модерна. Вијетнам тестира све фазе I, II, III, у којима је фаза III подељена на две подфазе IIIа и IIIб.
Фаза I испитивања
Прва фаза клиничког испитивања почела је 15-16. августа на Медицинском универзитету у Ханоју. Фаза I је спроведена на 100 здравих добровољаца који су насумично распоређени у односу 3:1, односно 75% њих је примило вакцину АРЦТ-154, а 25% плацебо. Примарни циљ испитивања прве фазе био је да се процени безбедност и имуногеност вакцине. Волонтери ће добити 2 дозе АРЦТ-154 вакцине или плацеба, у размаку од 28 дана. Подаци о добровољцима од прве дозе (1. дан) до 7 дана након друге дозе (36. дан), процењиваће истраживачки тим.  Извештај фазе I о безбедности вакцине АРЦТ-154 одобрио је Етички комитет 20. септембра 2021. Прелиминарни резултати показују да је вакцина АРЦТ-154 безбедна код здравих добровољаца.
Фаза II и III испитивања
Фаза II и IIIа испитивања вакцине спроведена су у исто време у Бак Нину, Ханоју и Лонг Ан са укупно 1.000 добровољаца. Пробни рад на северним локалитетима спроводе Медицински универзитет у Ханоју и Пастеров институт у Хо Ши Мину на југу. У Бац Нинху, од 20. до 23. септембра, истраживачки тим је почео да регрутује волонтере и одабрао је 338 људи старости од 18-65 година, који су примили прву дозу од 27. до 29. септембра. У Лонг Ану и Ханоју, Министарство здравља је такође применило прву дозу за волонтере.  Очекује се да ће фаза IIIа испитивања бити завршена 24. новембра 2021. године, а истраживачки тим ће известити резултате испитивања Министарство здравља 30. децембра.